# Lasioptera tuberosa
Lasioptera tuberosa är en tvåvingeart som beskrevs av Jean-Jacques Kieffer 1913. Lasioptera tuberosa ingår i släktet Lasioptera och familjen gallmyggor.
Artens utbredningsområde är Tanzania. Inga underarter finns listade i Catalogue of Life.